# Psyllidomyces tenuis
Psyllidomyces tenuis är en svampart som beskrevs av Buchner 1912. Psyllidomyces tenuis ingår i släktet Psyllidomyces, ordningen Saccharomycetales, klassen Saccharomycetes, divisionen sporsäcksvampar och riket svampar.   Inga underarter finns listade i Catalogue of Life.